# 李珉宇
李珉宇（韓語：이민우，1976年3月15日—），韓國男演員。

## 演出作品

### 電視劇
- 1983年：MBC《朝鮮王朝五百年－樹大根深》飾演 朝鮮端宗
- 1990年：MBC《朝鮮王朝五百年－大院君》飾演 朝鮮純宗
- 1990年：MBC《我們的天國》
- 1994年：KBS《韓明澮》飾演 燕山君
- 1996年：KBS《龍的眼淚》飾演 讓寧大君
- 1999年：SBS《KAIST》飾演 李民載
- 1999年：KBS《最愛是誰》
- 2000年：KBS《悲傷誘惑》
- 2001年：SBS《女人天下》飾演 崇善君林百齡
- 2002年：KBS《天國之子》
- 2003年：KBS《武人時代》飾演 鄭筠
- 2006年：KBS《19歲的純情》飾演 洪羽慶
- 2007年：MBC《瑪莉大九攻防戰》飾演 宣道辰
- 2008年：MBC《之前&之後整形外科》
- 2008年：KBS《傳說的故鄉》
- 2009年：MBC《享受人生》飾演 金基旭/金賢洙
- 2010年：SBS《人生多美麗》飾演 李修逸
- 2011年：KBS《重案組》飾演 李東石
- 2011年：KBS《公主的男人》飾演 鄭悰
- 2012年：TV朝鮮《爸爸對不起》飾演 東植
- 2012年：tvN《結婚的策略》飾演 徐長遠
- 2012年：MBC《兒子傢伙們》飾演 泰宙
- 2013年：SBS《Wonderful Mama》飾演 李章浩
- 2013年：tvN《戀愛操作團：大鼻子情聖》飾演 高道日
- 2014年：KBS《朝鮮槍手》飾演 朝鮮高宗
- 2016年：KBS《在天空中的太陽》飾演 南正浩
- 2020年：KBS《暗行御史：朝鮮秘密搜查團》
- 2022年：tvN《小女子》飾演 元尚宇
- 2023年：MBC《烈女朴氏契約結婚傳》飾演 君王（特別出演）

### 電影
- 1995年：《삘구》
- 1999年：《三陽洞精肉店》
- 1999年：《질주》
- 1999年：《建築無限六面角體的秘密》
- 2013年：《我們善姬》
- 2014年：《自由之丘》

## 外部連結
- EPG 